# Sucre (kanton)
Sucre – kanton w prowincji Manabí, w Ekwadorze. Stolicą kantonu jest Bahía de Caraquez.